# 모뉴엘

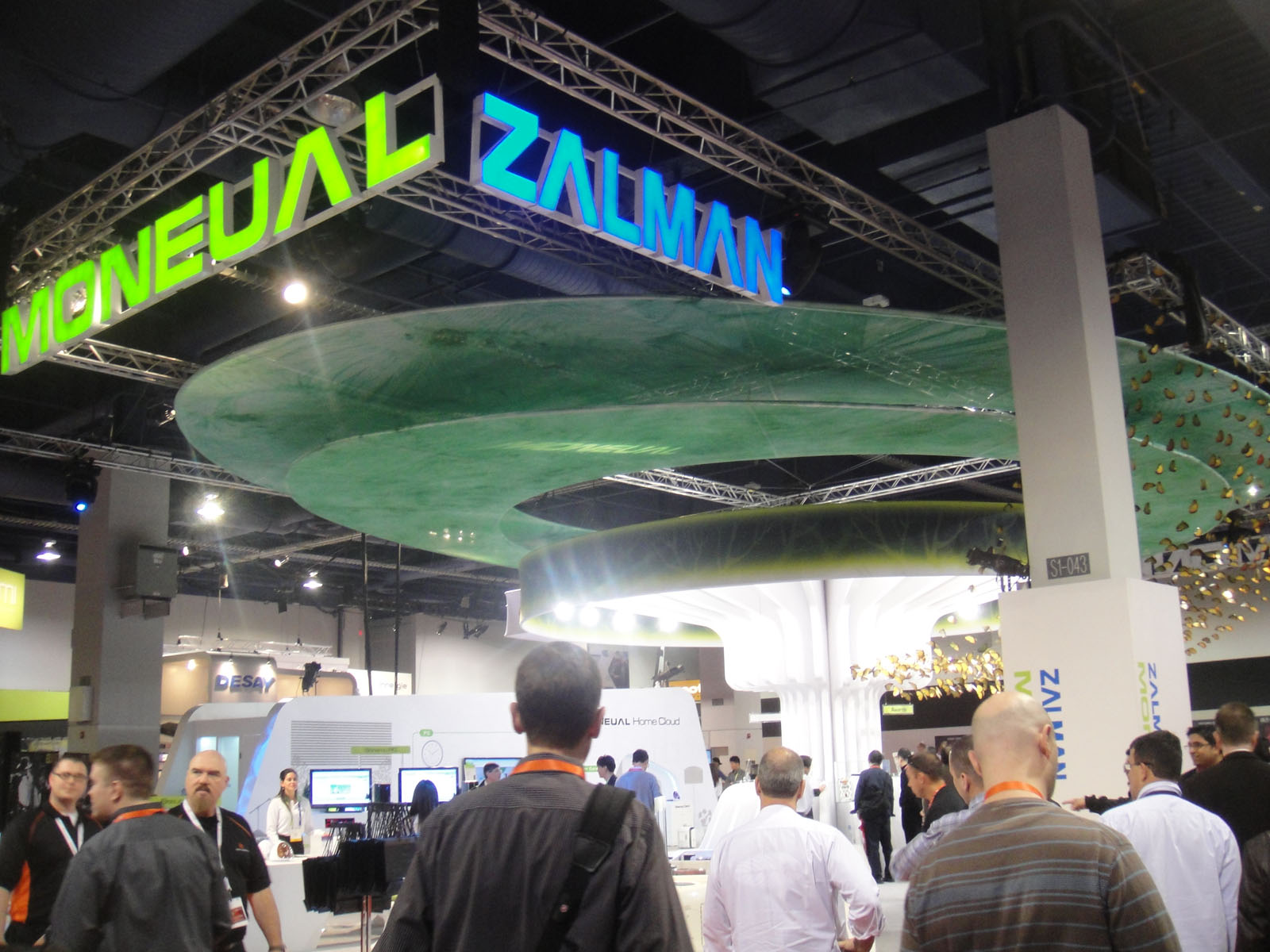
CES 2012에 참가한 모뉴엘과 자회사 잘만테크의 부스

모뉴엘(MONEUAL)은 HTPC(Home theater PC, 홈씨어터 PC) 등의 컴퓨터를 비롯하여 로봇청소기 등 가전제품을 제작, 판매해 온 IT 기반의 종합가전회사이다. 비상장기업이며, 큰 규모의 회계부정, 금융사기, 대표의 횡령 등을 저질러 온 것이 2014년 10월에 밝혀져, 앞으로 회사는 존속하기 힘든 상황이다.
매출구성은 HTPC가 전체의 약 80% 이상을 차지해 온 것으로 알려져 있었으나 대부분이 장부 위장에 의한 허위매출로 밝혀졌다. 이 회사는 홍콩에 위장 공장을 세우고 투자자 및 금융기관에서 손님이 올 때만 제품 생산 과정을 보여주는 쇼를 연출했으며, 6년간 3,330회 서류를 조작해 대출을 받고 대표는 그 대출금을 빼돌려 도박에 탕진하고 별장을 구입하는 등 오랜 기간 사기 행각을 벌여왔다.

## 연혁
- 2004년 4월 27일: (주)아하닉스로 법인 설립
- 2005년 7월: (주)디인랩으로 사명 변경
- 2007년 11월: (주)모뉴엘로 사명 변경

## 제품
2004년에 설립된 회사이며, 초기에는 컴퓨터 케이스를 주력으로 했으나, 그 후 다양한 실험적인 가전제품을 연구개발하여 출시해온 기업이다. 컴퓨터 케이스는 디자인적으로 독특하고 완성도가 있다는 평을 들었다. 모뉴엘은 세계 최초로 HTPC를 개발한 회사이기도 하다.
듀얼피씨, 테이블피씨, 소나무피씨, 올인원 아트피씨(유명 미술품을 뒷면에 전사한 PC) 등 독특한 컨셉의 PC 제품들을 시장에 내놓았고, '클링클링'이라는 브랜드로 로봇청소기 시장에 진출하여 점유율을 크게 높였다. 로봇청소기는 소지섭을 채용한 TV 광고를 비롯하여 드라마 PPL, 홈쇼핑 판매 등의 공격적인 마케팅으로 대한민국 로봇청소기 시장 점유율 1위에 올랐다.
그 외에 IT 기반의 실험적인 가전제품을 많이 출시해왔다. 움직이는 로봇 공기청정기, 안드로이드 기반의 스마트 셋탑박스인 '모픽스', 나노 미용가습기, 영어단어 암기 모바일 앱, 제빵기 '마이 리틀 베이커리' 등 다양한 아이디어 상품들이 있다. 또한 롯데마트를 통해 초저가 통큰TV를 출시한 적도 있다.

## 가전박람회 수상
마이크로소프트 회장 빌 게이츠가 2007년 세계 최대의 가전박람회 CES(International Consumer Electronics Show)의 기조연설에서, 모뉴엘을 주목할 회사로 지목했다는 소문이 돌기도 했으나 모두 허위로 밝혀졌다. 모뉴엘은 CES에 실험적인 가전제품들을 출품하여 매년 꾸준히 3~5개의 상을 받아왔는데 이는 삼성전자, LG전자의 수상실적과 대등한 것이다. 2014년에는 걸레청소 전용 로봇청소기인 로보스핀 등 로봇청소기 2개를 비롯, 청각 장애인 부모를 위한 베이비케어 제품인 ‘배블’(Babble), TV 도킹용 오디오, 일체형 PC와 데스크톱 PC의 장점을 합친 4S PC 등 5가지 제품이 CES 혁신상을 수상했다. 2015 CES Innovation Awards

## 부도
전체 매출의 80% 가량을 해외 수출이 차지하는 것으로 알려져 왔으며, 2013년에는 매출 1조원을 달성하였으나, 이것이 분식회계로 조작한 매출임이 밝혀져 시장에 큰 충격을 주었다. 가전업계의 히든 챔피언으로 알려져 있던 이 회사의 1조원 규모 매출이 실제로는 300억원에 불과하고, 제품도 값싼 중국산을 조립하여 제조, 품질이 현저히 떨어져 소비자들의 항의가 빗발쳤던 사실도 알려졌다.
모뉴엘은 관련 서류 위조로 수출액을 부풀린 뒤 금융사에 수출 채권을 할인 판매한 것으로 알려졌다. 이런 방식을 매출채권 팩토링이라고 하는데, 빠른 성장이 가능하나 매출금 회수가 안될 경우 부도가 나기 쉬운 단점이 있다.
모뉴엘은 농협과 산업은행, 기업은행 등 채권은행에 수출 채권을 갚지 못하여 2014년 10월 20일 법정관리 신청했다. 모뉴엘의 금융권 여신 규모는 총 5,000억원 수준으로, 돈을 빌려준 금융기관은 물론 자회사인 잘만테크에 부품 등을 납품하는 협력업체들이 큰 피해를 입었다. 또한 코스닥 상장사인 잘만테크도 주가 폭락으로 투자자들의 손실이 컸다.
그 이후, 모뉴엘의 대표이사는 광명과 제주 사옥에서 직원들을 대상으로 "죄송하다"는 잘못을 빈 후, 구속영장 실질심사를 위해 자진하여 법원에 출두 후, 구속되었다. 업계 관계자들은 회사 경영난이 가중되는 과정에서 가용 현금을 늘리면서 그것을 대부분 외화로 보유했는데 이는 대표가 일찍부터 계획적인 횡령과 도주를 계획해왔기 때문으로 알려졌다. 그리고 결국, 2014년 12월 9일, 법원이 모뉴엘에 대해 파산 선고를 내렸다. 파산 선고 이후 모뉴엘을 애용하던 소비자들은 A/S서비스를 받는 것은 더 이상 어렵게 된 것이 아니냐며 불편을 겪고 있다.

## 같이 보기
- 모뉴엘 부도 사건 (잘만테크 항목)
- 매출채권 팩토링

## 참고 문헌
1. ↑  박진석 기자 (2014년 11월 1일). “8000원짜리를 250만원짜리로 … 3조2000억 허위 수출”. 《중앙일보》.
2. ↑  감성적인 디자인으로 여심을 자극하다. 올인원 PC 모뉴엘 포인트, 브레인박스, 2014.01.02
3. ↑  모뉴엘, PC용 쿨러/케이스 전문업체 '잘만테크' 인수, IT동아 2011.07.12
4. ↑  “주변기기까지 한번에 끄세요”…모뉴엘 친환경 ‘소나무PC’ 출시, 블로터닷넷, 2010.08.24
5. ↑  모뉴엘, 제빵기 `마이 리틀 베이커리` 홈쇼핑 론칭, 매일경제 2014.02.25
6. ↑  통큰TV는 사실 모니터였다! - 미디어스 Feb 24, 2011
7. ↑  “"모뉴엘은 어떻게 빌게이츠를 낚았나" 前임원 말 들어보니… 상용화 어려운 아이디어로 CES 공략·사업내용 극소수만 공유”. 《머니투데이》. 2014년 11월 3일.
8. 1 2  모뉴엘, ‘CES 2014 혁신상’ 5개 제품 수상, 지디넷코리아 2013.11.13
9. ↑  황보연 기자 (2014년 10월 23일). “‘클링클링’ 모뉴엘, 분식회계로 키운 ‘히든 챔피언'?”. 《한겨레》.
10. ↑  이소아 기자 (2014년 10월 24일). “"모뉴엘 1조 매출, 실제론 300억 … 제품도 중국산 가져와 조립"”. 《중앙일보》.
11. ↑  정남구 기자 (2014년 10월 22일). “로봇청소기 모뉴엘, 법정관리 신청”. 《한겨레》.
12. ↑  김창규 기자 (2014년 10월 22일). “혁신형 모회사 법정관리에 잘만테크 하한가”. 《중앙일보》.
13. ↑  송혜영 기자 (2014년 10월 24일). “박홍석 모뉴엘 대표, 제주본사 나타나 "잘못했다" 사과”. 《전자신문》.
14. ↑  이대욱 기자 (2014년 10월 31일). “'수출채권 뻥튀기' 모뉴엘 박홍석 대표 구속”. 《SBS》.
15. ↑  최종호 기자 (2014년 12월 9일자). “법원, 가전업체 모뉴엘에 파산선고(종합)”. 《연합뉴스》.